# Ернст Херц
Ернст Херц био је аустријски клизач у уметничком клизању. Освајач је златне медаље на Европском првенству 1908. у Варшави.

## Такмичарски резултати
- 1906 Европско првенство - 2
- 1907 Европско првенство - 3
- 1908 Европско првенство - 1
- 1909 Светско првенство - 3